# Walden (Tennessee)
Walden è un comune degli Stati Uniti d'America, situato nello Stato del Tennessee, nella Contea di Hamilton.